# Iaouza
La Iaouza (russe : Яуза) est une rivière de Russie et un affluent de la rive gauche de la Moskova, donc un sous-affluent de la Volga par l'Oka.

## Géographie
Mesurant 48 km de longueur, elle est la deuxième rivière en importance à Moscou en termes de longueur, derrière la Moskova. Elle s'écoule à partir de marécages situés à la limite nord-est de Moscou et près du parc national Lossiny Ostrov.
Sur le territoire de la ville de Moscou, la Iaouza est traversée par 28 ponts pour automobiles, 5 ponts de chemin de fer et deux du métro. Elle se jette dans la Moskova à proximité de la berge Kotelnitcheskaïa (Котельническая набережная). Le pont Maly Oustinski est un des ponts au-dessus de la Iouza.
La Iaouza draine un bassin de 452 km2 et son débit annuel moyen est de 9,4 m3/s.

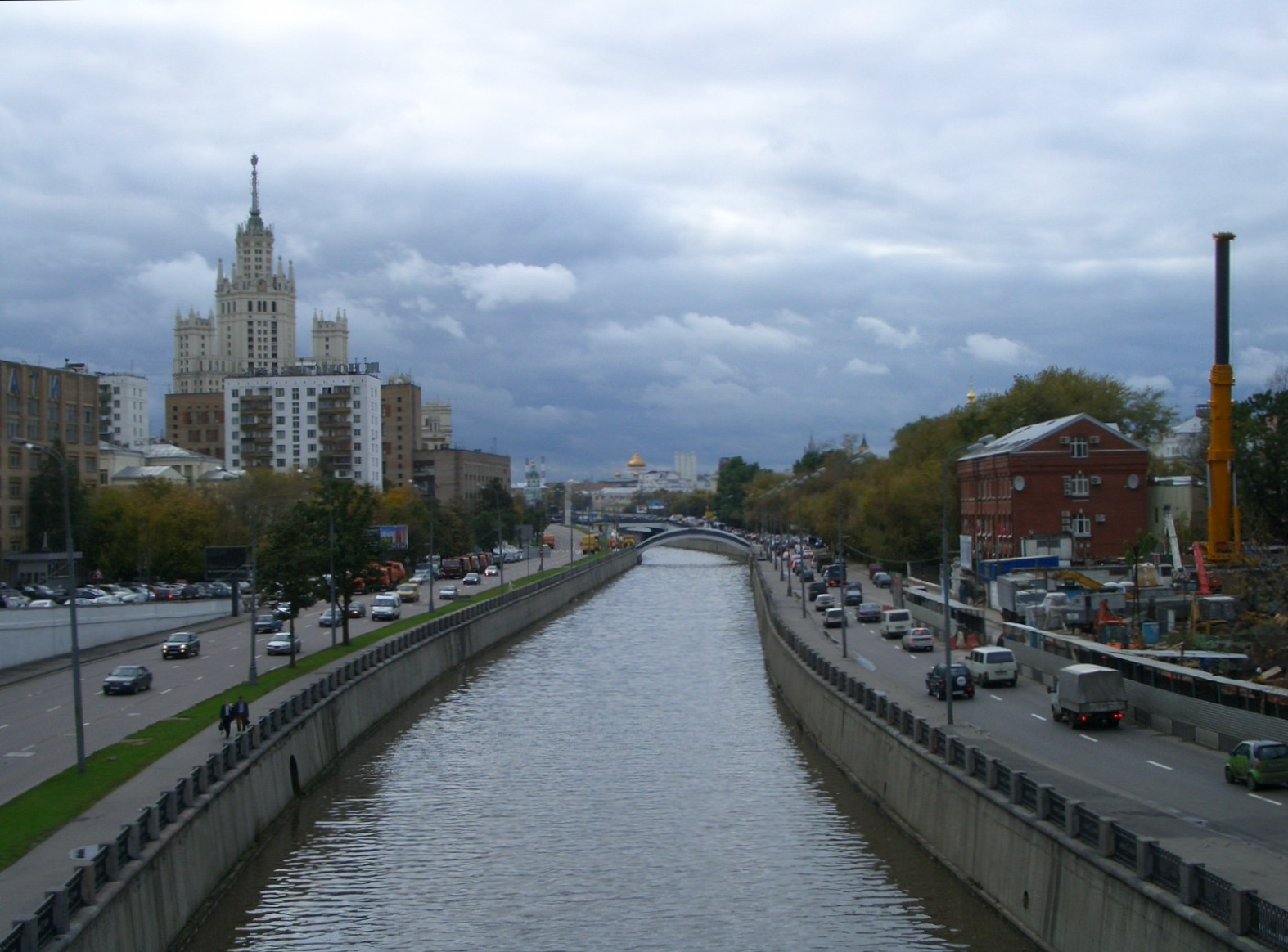
La Iaouza au centre de Moscou